# Drom
Drom település Franciaországban, Ain megyében. Lakosainak száma 215 fő (2022. január 1.). Drom Jasseron, Meillonnas, Ramasse, Simandre-sur-Suran, Villereversure és Val-Revermont községekkel határos.

## Népesség
A település népességének változása:
| Lakosok száma | 146  | 139  | 146  | 166  | 218  | 219  | 216  | 214  | 214  | 215  |
|               | 1968 | 1982 | 1990 | 2006 | 2013 | 2015 | 2017 | 2019 | 2020 | 2022 |